# Kenya ai Giochi della XXXII Olimpiade
Il Kenya ha partecipato ai Giochi della XXXII Olimpiade, che si sono svolti a Tokyo, Giappone, dal 23 luglio all'8 agosto 2021 (inizialmente previsti dal 24 luglio al 9 agosto 2020 ma posticipati per la pandemia di COVID-19) con ottantacinque atleti, trentasette uomini e quarantotto donne.
Si è trattata della quindicesima partecipazione di questo paese ai Giochi estivi.

## Medaglie

### Medagliere per disciplina
| Sport            | Oro | Argento | Bronzo | Totale |
| ---------------- | --- | ------- | ------ | ------ |
| Atletica leggera | 4   | 4       | 2      | 10     |
| Totale           | 4   | 4       | 2      | 10     |

### Medaglie d'oro
| Medaglia | Nome              | Sport            | Evento                     |
| -------- | ----------------- | ---------------- | -------------------------- |
| Oro      | Emmanuel Korir    | Atletica leggera | 800 metri piani maschili   |
| Oro      | Faith Kipyegon    | Atletica leggera | 1500 metri piani femminili |
| Oro      | Peres Jepchirchir | Atletica leggera | Maratona femminile         |
| Oro      | Eliud Kipchoge    | Atletica leggera | Maratona maschile          |

### Medaglie d'argento
| Medaglia | Nome              | Sport            | Evento                     |
| -------- | ----------------- | ---------------- | -------------------------- |
| Argento  | Hellen Obiri      | Atletica leggera | 5000 metri piani femminili |
| Argento  | Ferguson Rotich   | Atletica leggera | 800 metri piani maschili   |
| Argento  | Brigid Kosgei     | Atletica leggera | Maratona femminile         |
| Argento  | Timothy Cheruiyot | Atletica leggera | 1500 metri piani maschili  |

### Medaglie di bronzo
| Medaglia | Nome           | Sport            | Evento                     |
| -------- | -------------- | ---------------- | -------------------------- |
| Bronzo   | Benjamin Kigen | Atletica leggera | 3000 metri siepi maschili  |
| Bronzo   | Hyvin Kiyeng   | Atletica leggera | 3000 metri siepi femminili |

## Delegazione
| Sport            | Uomini | Donne | Totale |
| ---------------- | ------ | ----- | ------ |
| Atletica leggera | 22     | 18    | 40     |
| Beach volley     | -      | 2     | 2      |
| Nuoto            | 1      | 1     | 2      |
| Pallavolo        | -      | 12    | 12     |
| Pugilato         | 2      | 2     | 4      |
| Rugby a 7        | 12     | 12    | 24     |
| Taekwondo        | -      | 1     | 1      |
| Totale           | 37     | 48    | 85     |

## Atletica leggera
| Q | Qualificato al turno successivo per la posizione in qualificazione                                                           |
| q | Qualificato per il turno successivo per ripescaggio o, negli eventi su campo, conquistando la misura minima per qualificarsi |

Maschile
Eventi su pista e strada
| Atleta            | Evento        | Batteria  | Batteria  | Semifinale | Semifinale | Finale          | Finale          |
| Atleta            | Evento        | Risultato | Posizione | Risultato  | Posizione  | Risultato       | Posizione       |
| ----------------- | ------------- | --------- | --------- | ---------- | ---------- | --------------- | --------------- |
| Mark Odhiambo     | 100 m piani   | DNS       | DNS       | DNS        | DNS        | DNS             | DNS             |
| Ferdinand Omurwa  | 100 m piani   | 10''01    | 3° Q      | 10''00     | 3°         | non qualificato | non qualificato |
| Emmanuel Korir    | 400 m piani   | DSQ       | DSQ       | DSQ        | DSQ        | DSQ             | DSQ             |
| Emmanuel Korir    | 800 m piani   | 1'43''33  | 1° Q      | 1'44''74   | 2° Q       | 1'45''06        |                 |
| Ferguson Rotich   | 800 m piani   | 1'43''75  | 1° Q      | 1'44''04   | 1° Q       | 1'45''23        |                 |
| Michael Saruni    | 800 m piani   | 1'45''21  | 2° Q      | 1'44''54   | 6°         | non qualificato | non qualificato |
| Timothy Cheruiyot | 1500 m piani  | 3'36''01  | 2° Q      | 3'33''95   | 3° Q       | 3'29''01        |                 |
| Abel Kipsang      | 1500 m piani  | 3'40''68  | 1° Q      | 3'31''65   | 1° Q       | 3'29''56        | 4°              |
| Charles Simotwo   | 1500 m piani  | 3'37''26  | 10° q     | 3'34''61   | 6°         | non qualificato | non qualificato |
| Daniel Ebenyo     | 5000 m piani  | 13'41''64 | 10°       | N.D.       | N.D.       | non qualificato | non qualificato |
| Nicholas Kimeli   | 5000 m piani  | 13'38''87 | 1° Q      | N.D.       | N.D.       | 12'59''17       | 4°              |
| Samwel Masai      | 5000 m piani  | DNS       | DNS       | DNS        | DNS        | DNS             | DNS             |
| Rhonex Kipruto    | 10000 m piani | N.D.      | N.D.      | N.D.       | N.D.       | 27'52''78       | 9°              |
| Rodgers Kwemoi    | 10000 m piani | N.D.      | N.D.      | N.D.       | N.D.       | 27'50''06       | 7°              |
| Weldon Langat     | 10000 m piani | N.D.      | N.D.      | N.D.       | N.D.       | 28'41''42       | 20°             |
| Leonard Bett      | 3000 m siepi  | 8'19''62  | 5°        | N.D.       | N.D.       | non qualificato | non qualificato |
| Abraham Kibiwott  | 3000 m siepi  | 8'12''25  | 1° Q      | N.D.       | N.D.       | 8'19''41        | 10°             |
| Benjamin Kigen    | 3000 m siepi  | 8'10''80  | 3° Q      | N.D.       | N.D.       | 8'11''45        |                 |
| Lawrence Cherono  | Maratona      | N.D.      | N.D.      | N.D.       | N.D.       | 2h10'02         | 4°              |
| Eliud Kipchoge    | Maratona      | N.D.      | N.D.      | N.D.       | N.D.       | 2h08'38         |                 |
| Amos Kipruto      | Maratona      | N.D.      | N.D.      | N.D.       | N.D.       | DNF             | DNF             |

Eventi su campo
| Atleta      | Evento                 | Qualifica | Qualifica | Finale          | Finale          |
| Atleta      | Evento                 | Misura    | Posizione | Misura          | Posizione       |
| ----------- | ---------------------- | --------- | --------- | --------------- | --------------- |
| Mathew Sawe | Salto in lungo         | 2,17      | 30°       | non qualificato | non qualificato |
| Julius Yego | Lancio del giavellotto | 77.34 m   | 24°       | non qualificato | non qualificato |

Femminile
Eventi su pista e strada
| Atleta                 | Evento        | Batteria  | Batteria  | Semifinale      | Semifinale      | Finale          | Finale          |
| Atleta                 | Evento        | Risultato | Posizione | Risultato       | Posizione       | Risultato       | Posizione       |
| ---------------------- | ------------- | --------- | --------- | --------------- | --------------- | --------------- | --------------- |
| Hellen Syombua         | 400 m piani   | 52''70    | 5°        | non qualificata | non qualificata | non qualificata | non qualificata |
| Mary Moraa             | 800 m piani   | 2'01''66  | 3° Q      | 2'00''47        | 3°              | non qualificata | non qualificata |
| Eunice Sum             | 800 m piani   | 2'03''00  | 6°        | non qualificata | non qualificata | non qualificata | non qualificata |
| Emily Cherotich Tuei   | 800 m piani   | 2'08''08  | 8°        | non qualificata | non qualificata | non qualificata | non qualificata |
| Winny Chebet           | 1500 m piani  | 4'03''93  | 3° Q      | 4'11''62        | 13°             | non qualificata | non qualificata |
| Edinah Jebitok         | 1500 m piani  | 4'10''72  | 12° qR    | 4'05''56        | 13°             | non qualificata | non qualificata |
| Faith Kipyegon         | 1500 m piani  | 4'01''40  | 1° Q      | 3'56''80        | 1° Q            | 3'53''11        |                 |
| Hellen Obiri           | 5000 m piani  | 14'55''77 | 2° Q      | N.D.            | N.D.            | 14'38''36       |                 |
| Lilian Kasait Rengeruk | 5000 m piani  | 14'50''36 | 5° Q      | N.D.            | N.D.            | 14'55''85       | 12°             |
| Agnes Tirop            | 5000 m piani  | 14'48''01 | 2° Q      | N.D.            | N.D.            | 14'39''62       | 4°              |
| Sheila Chelangat       | 10000 m piani | N.D.      | N.D.      | N.D.            | N.D.            | 31'37''98       | 15°             |
| Irene Chepet Cheptai   | 10000 m piani | N.D.      | N.D.      | N.D.            | N.D.            | 30'44''00       | 6°              |
| Hellen Obiri           | 10000 m piani | N.D.      | N.D.      | N.D.            | N.D.            | 30'24''27       | 4°              |
| Beatrice Chepkoech     | 3000 m siepi  | 9'19''82  | 3° Q      | N.D.            | N.D.            | 9'16''33        | 7°              |
| Hyvin Kiyeng           | 3000 m siepi  | 9'23''17  | 1° Q      | N.D.            | N.D.            | 9'05''39        |                 |
| Purity Cherotich Kirui | 3000 m siepi  | 9'30''13  | 5°        | N.D.            | N.D.            | non qualificata | non qualificata |
| Ruth Chepngetich       | Maratona      | N.D.      | N.D.      | N.D.            | N.D.            | DNF             | DNF             |
| Peres Jepchirchir      | Maratona      | N.D.      | N.D.      | N.D.            | N.D.            | 2'27''20        |                 |
| Brigid Kosgei          | Maratona      | N.D.      | N.D.      | N.D.            | N.D.            | 2'27''36        |                 |

## Beach volley
| Atleta                                | Torneo    | Primo turno                         | Primo turno                    | Primo turno                           | Primo turno | Ripescaggio          | Ottavi               | Quarti               | Semifinali           | Finale               | Finale          |
| Atleta                                | Torneo    | Avversario Punteggio                | Avversario Punteggio           | Avversario Punteggio                  | Pos.        | Avversario Punteggio | Avversario Punteggio | Avversario Punteggio | Avversario Punteggio | Avversario Punteggio | Pos.            |
| ------------------------------------- | --------- | ----------------------------------- | ------------------------------ | ------------------------------------- | ----------- | -------------------- | -------------------- | -------------------- | -------------------- | -------------------- | --------------- |
| Brackcides Khadambi Gaudencia Makokha | Femminile | Silva - Silva Ramos P (21-15, 21-9) | Klaes - Sponcil P (21-8, 21-6) | Graudina - Kravcenoka P (21-6, 21-14) | 4ª          | Non qualificate      | Non qualificate      | Non qualificate      | Non qualificate      | Non qualificate      | Non qualificate |

## Nuoto
| Atleta         | Gara                        | Batterie | Batterie | Semifinali      | Semifinali      | Finale          | Finale          |
| Atleta         | Gara                        | Tempo    | Pos.     | Tempo           | Pos.            | Tempo           | Pos.            |
| -------------- | --------------------------- | -------- | -------- | --------------- | --------------- | --------------- | --------------- |
| Danilo Rosafio | 100 m stile libero maschile | 52''54   | 56°      | non qualificato | non qualificato | non qualificato | non qualificato |
| Emily Muteti   | 50 m stile libero femminili | 26''31   | 43°      | non qualificata | non qualificata | non qualificata | non qualificata |

## Pallavolo
| Squadra   | Torneo    | Girone               | Girone               | Girone               | Girone                | Girone               | Girone | Quarti               | Semifinali           | Finale               | Pos.            |
| Squadra   | Torneo    | Avversario Punteggio | Avversario Punteggio | Avversario Punteggio | Avversario Punteggio  | Avversario Punteggio | Pos.   | Avversario Punteggio | Avversario Punteggio | Avversario Punteggio | Pos.            |
| --------- | --------- | -------------------- | -------------------- | -------------------- | --------------------- | -------------------- | ------ | -------------------- | -------------------- | -------------------- | --------------- |
| Nazionale | Femminile | Brasile P 0-3        | Corea del Sud P 0-3  | Giappone P 0-3       | Rep. Dominicana P 0-3 | Serbia P 0-3         | 6°     | non qualificate      | non qualificate      | non qualificate      | non qualificate |

## Pugilato
| Atleta           | Evento                | 16-esimi                | Ottavi                    | Quarti               | Semifinali           | Med. bronzo          | Finale               | Posizione       |
| Atleta           | Evento                | Avversario Risultato    | Avversario Risultato      | Avversario Risultato | Avversario Risultato | Avversario Risultato | Avversario Risultato | Posizione       |
| ---------------- | --------------------- | ----------------------- | ------------------------- | -------------------- | -------------------- | -------------------- | -------------------- | --------------- |
| Nick Okoth       | Pesi mosca maschile   | Tsendbaatar (MGL) P 2-3 | non qualificato           | non qualificato      | non qualificato      | non qualificato      | non qualificato      | non qualificato |
| Elly Ochola      | Pesi massimi maschile | N.D.                    | La Cruz J. C. (CUB) P 0-5 | non qualificato      | non qualificato      | non qualificato      | non qualificato      | non qualificato |
| Christine Ongare | Pesi mosca femminile  | Magno I. (PHL) P 0-5    | non qualificata           | non qualificata      | non qualificata      | non qualificata      | non qualificata      | non qualificata |
| Elizabeth Akinyi | Pesi Welter femminile | N.D.                    | Panguana (MOZ) P RSC      | non qualificata      | non qualificata      | non qualificata      | non qualificata      | non qualificata |

## Rugby a 7
Maschile
| Squadra            | Torneo   | Girone                | Girone               | Girone               | Girone | Quarti               | Semifinale           | Finale / FB          | Pos. |
| Squadra            | Torneo   | Avversario Punteggio  | Avversario Punteggio | Avversario Punteggio | Pos.   | Avversario Punteggio | Avversario Punteggio | Avversario Punteggio | Pos. |
| ------------------ | -------- | --------------------- | -------------------- | -------------------- | ------ | -------------------- | -------------------- | -------------------- | ---- |
| Nazionale maschile | Maschile | Stati Uniti P (14-19) | Sudafrica P (5-14)   | Irlanda P (7-12)     | 4ª     | non qualificati      | non qualificati      | non qualificati      | 9ª   |

Femminile
| Squadra             | Torneo    | Girone                 | Girone               | Girone                 | Girone | Quarti               | Semifinale           | Finale / FB          | Pos. |
| Squadra             | Torneo    | Avversario Punteggio   | Avversario Punteggio | Avversario Punteggio   | Pos.   | Avversario Punteggio | Avversario Punteggio | Avversario Punteggio | Pos. |
| ------------------- | --------- | ---------------------- | -------------------- | ---------------------- | ------ | -------------------- | -------------------- | -------------------- | ---- |
| Nazionale femminile | Femminile | Nuova Zelanda P (7-29) | ROC P (12-35)        | Gran Bretagna P (0-31) | 4ª     | non qualificate      | non qualificate      | non qualificate      | 10ª  |

## Taekwondo
| Atleta       | Evento           | Ottavi               | Quarti               | Semifinale           | Ripescaggio Turno 1       | Ripescaggio Turno 2  | Finale               | Classifica |
| Atleta       | Evento           | Avversario Risultato | Avversario Risultato | Avversario Risultato | Avversario Risultato      | Avversario Risultato | Avversario Risultato | Classifica |
| ------------ | ---------------- | -------------------- | -------------------- | -------------------- | ------------------------- | -------------------- | -------------------- | ---------- |
| Faith Ogallo | +67 kg femminile | Mandic (SRB) P 0-13  | non qualificata      | non qualificata      | Kowalczuk A. (POL) P 7-15 | non qualificata      | non qualificata      | 7°         |